# Понтекуроне
Понтекуро̀не (на италиански: Pontecurone, на местен диалект: Puncrùn, Пункрун) е малко градче и община в Северна Италия, провинция Алесандрия, регион Пиемонт. Разположено е на 104 m надморска височина. Населението на общината е 3867 души (към 2010 г.).